# Gennadi Simov
Gennadi Simov (em búlgaro:  Генади Симов, 3 de março de 1907 — data de morte desconhecido) foi um ciclista olímpico búlgaro. Representou sua nação em dois eventos nos Jogos Olímpicos de Verão de 1936.